# Чапаев и Пустота (спектакль Мастерской Брусникина)
«Чапаев и Пустота» — спектакль «Мастерской Брусникина», поставленный в театре «Практика» (Москва) режиссёром Максимом Диденко в 2016 году по одноимённому роману Виктора Пелевина.

## О спектакле
Поставлен выпускниками Школы-студии МХАТ (курс Дмитрия Брусникина) в театре «Практика» (Москва). Идёт 3 часа 20 минут с двумя антрактами и имеет возрастное ограничение 18+.
Всё произошло случайно. Я шел по улице на встречу с Дмитрием Владимировичем Брусникиным. Он все спрашивал, какой спектакль мы будем делать в следующем году, а у меня не было идей, честно говоря. И вот возле ЦУМа я внезапно встретил Петю Скворцова и Васю Михайлова, они стояли и курили. Подошел, разговорились. Слово за слово, и я сказал, что иду на встречу с Брусникиным, но не знаю, что ему предложить. А Вася говорит: «Предложи „Чапаева и пустоту“». И меня осенило вдруг: это же моя любимая книжка. Потом, когда я её перечитал, все и смонтировалось в голове.Максим Диденко о создании спектакля
В каком-то смысле этот спектакль — развитие наших взаимоотношений, которые начались с первого мастер-класса. Потом мы сделали «Конармию» и стали обсуждать, что можно сделать ещё. И в какой-то момент я спонтанно предложил сделать «Чапаева». Дмитрий Владимирович [Брусникин] эту идею поддержал, ребятам она тоже понравилась. Мы стали искать площадку, перебрали много вариантов, планировали делать спектакль в большом пространстве — там были другие декорации, другая идея, другое видение. Потом брусникинцы оказались в «Практике», и пришлось эту идею сжать, в результате чего тело спектакля распалось на три части. Идти он будет три часа: я подписал договор, в котором написано, что больше трех часов — нельзя (смеется)Максим Диденко о спектакле
Так как количество смыслов, заключенных в романе, количество линий, атмосфер, мотивов — огромное, вместить это в один спектакль не показалось мне возможным, — говорит Диденко. — Поэтому я выбрал три мотива, каждому из которых будет посвящен свой акт. Зал небольшой, и это позволяет рассмотреть сюжеты более внимательно под микроскопом камерного подвального пространства. Получается психотерапевтический тотальный метаспектакль, обращенный ко всем жителям Земли. Это интересно.Максим Диденко о спектакле
Спектакль играется в трёх отделениях:
1. «Сад расходящихся Петек» и представляет собой концерт несуществующей рок-группы, в котором использованы стихи Петра Пустоты и несколько прозаических фрагментов.
2. «Чёрный бублик» полностью построена на разговорах о мироздании из одной из глав романа.
3. «Условная река абсолютной любви» — это хореографический перформанс под народную песню «Ой, то не вечер».

В антрактах в фойе театра демонстрируются три двадцатиминутные лекции, которые записал Евгений Мандельштам: первая лекция — о пустоте, вторая — о семействе грибов и третья — о потустороннем мире.
Премьера спектакля состоялась 18 ноября 2016 года. Спектакль идёт в театре «Практика» и в Музее Москвы.
Спектакль часто выезжал на гастроли: в Санкт-Петербург (Александринский театр, 2016); в Берлин (Немецкий театр, 2018); в Новосибирск («Старый дом», 2019) и в Дрезден (Хеллерау, 2020).

## Создатели спектакля
Постановочная группа:
- Режиссёр-постановщик — Максим Диденко
- Художник — Галя Солодовникова
- Хореограф — Ирина Га
- Композитор — Иван Кушнир
- Художник по свету — Сергей Васильев

Действующие лица и исполнители:
- Пётр Пустота — Василий Буткевич / Родион Долгирев
- Василий Иванович Чапаев — Илья Барабанов
- Тимур Тимурович — Дмитрий Брусникин (до 2018) / Николай Чиндяйкин (до 2018) / Алексей Розин / Андрей Фомин / Сергей Щедрин
- Вокалистка — Марина Васильева / Яна Гладких / Ясмина Омерович / Александра Шнырёва
- Вокалист — Гладстон Махиб / Никита Ковтунов / Андрей Минеев
- Барабанщик — Пётр Скворцов / Кирилл Одоевский / Виктор Глазунов
- Гитарист — Игорь Титов / Даниил Газизуллин
- Басист — Василий Михайлов / Алексей Мартынов
- Клавишник — Юрий Межевич / Олег Отс
- Саксофонист — Алексей Любимов / Олег Отс / Павел Чуманов
- Володин — Илья Барабанов
- Колян — Пётр Скворцов / Юрий Межевич
- Шурик — Василий Буткевич / Родион Долгирев
- Дух — Гладстон Махиб / Юрий Межевич / Даниил Газизуллин
- Пловцы — артисты труппы
- Лектор — Евгений Мандельштам

## Отзывы о спектакле
В «Чапаеве» немало серьёзных вызовов для артиста: современный танец, пение, огромный драматический эпизод, где вместо нормальных эмоций нужно играть рефлексию человека под веществами. Универсальные актёры Мастерской все это умеют: заслуга Диденко ещё и в том, что он сумел за три часа выгодно показать молодую труппу со всех сторонАнтон Хитров о спектакле
Новый спектакль «Практики» обречен на легендарность. Причин как минимум три. Во-первых, эта работа гипервостребованного Максима Диденко оказалась самой целостной и полноценной по сравнению со всеми его предыдущими. Во-вторых, получился одновременно самый красивый, масштабный и долгий спектакль «Практики» за всю её историю. В-третьих, исполнен он артистами «Мастерской Дмитрия Брусникина», то есть самой работоспособной труппой города. И в-последних, крошечный зал «Практики» просто физически не сможет вместить всех желающих посмотреть этот спектакль.Алексей Киселев о спектакле
Мне эта работа кажется очень серьёзным высказыванием о восприятии человеком XXI века исторической памяти и трагедии нашей страны. Сегодняшняя дискуссия о сталинизме (что важнее: человек или держава) вроде бы предполагает, что вопрос об оценке Гражданской войны закрыт. И это самоутешение оказывается ложным. Как понять теперь, чьими наследниками мы, сегодняшние, являемся: Колчака или Чапаева. Как распоряжается история сегодня — кто из них прав, кто виноват. Пелевин и Диденко рассказывают о принципиальной невозможности страстного, сочувственного понимания конфликта — это непостижимо, это невыносимо. Это понять рационально невозможно.Павел Руднев о спектакле

## Пресса о спектакле
- Зоя Апостольская — «Дивизия в позе лотоса», Российская газета
- Дмитрий Лисин — «Ом, то не вечер, то не вечер», журнал «Театр»